# Ó-Béga
Az Ó-Béga (Öreg Béga, Rossz Béga, románul Bega Veche, szerbül Стари Бегеј / Stari Begej) a Béga folyó régi medre. Szerbiában párhuzamosan folyik a Béga-csatornával, és Jankahídnál a Duna-Tisza-Duna-csatornába torkollik.

## Települések a folyó mentén
- Romániában: Hidasliget, Csernegyház, Berekszó, Papd
- Szerbiában: Tamásfalva, Szerbittabé, Magyarittabé, Szőlősudvarnok, Törzsudvarnok, Jankahíd

## Mellékvizek
Jelentősebb mellékvizei (zárójelben a torkolattól mért távolság):
- Beregszó